# Caloncho
Óscar Alfonso Castro Valenzuela (Ciudad Obregón, Sonora; 20 de diciembre de 1986), más conocido como Caloncho, es un músico, licenciado en relaciones internacionales, activista, cantante y compositor mexicano de tropical, reggae y pop, ganador de dos premios IMAs en las categorías de disco pop y disco solista por su extended play Fruta. Recibió cuatro nominaciones a los premios Grammy Latino al mejor álbum de música alternativa y mejor nuevo artista en 2014, mejor álbum cantautor en 2022 y mejor álbum vocal pop en 2024, así como diferentes nominaciones a los MTV Millennial Awards. Además de cantar en español, también lo hace en inglés y portugués.
Gran parte de su infancia la vivió en la ciudad de Guadalajara, Jalisco, dónde dio sus primeros pasos en el ámbito musical, primero tocando la batería y posteriormente lo haría en la interpretación y la guitarra. En 2011, lanzó su primera maqueta discográfica, titulada Homeotermo con influencias musicales de Bob Marley y Sublime. Su nombre artístico es una mezcla híbrida de sus dos nombres Oscar y Alfonso —poncho—, además de ser el seudónimo que su abuelo le dio desde temprana edad.
Su primer EP Homeotermo fue grabado en 2011, y poco después comenzó a trabajar con el músico Siddhartha. Al que le pidió que fuera su productor y éste accedió, diciendo de él: «Caloncho es un músico recién nacido, está siendo recién descubierto, tanto por él mismo como por quienes lo rodean. Me envió una muestra de su música y de inmediato sentí era una obligación musical ayudar a extraer el dulce sabor de sus fructíferas melodías». No obstante Caloncho egresó de la Licenciatura en Relaciones Internacionales del Instituto Tecnológico y de Estudios Superiores de Monterrey, Campus Guadalajara. Además de componer, también ha publicado un libro ilustrado titulado Optimista.
Caloncho cuenta con 6 álbumes de estudio –5 como solista–; Fruta II (2015), Bálsamo (2017), Malvadisco (2021), Buen pez (2022),Tofu (2024) y –1 en dúo– Tiempo compartido (2019) en colaboración con David Aguilar, en su proyecto musical Vacación. Además de 3 EPs; Homeotermo (2011), Fruta (2013) y PA (2019). Varios de sus discos han recibido la certificación disco de oro y disco de platino, por la Asociación Mexicana de Productores de Fonogramas y Videogramas.
Ganó fama internacional al presentarse fuera de México, en países de Europa como España, así como en países de Sudamérica como Ecuador, Argentina, Perú y Chile. También ha tocado en festivales de música como el Vive Latino, el Oktoberfest o el Hellow Festival.  Los principales géneros que forman su discografía incluyen el folk, tropical y rock and roll. Sus composiciones son nombradas como música de playa, ya que incorpora estilos caribeños, así como sonidos de la música popular brasileña derivada de la samba, como lo es el bossa nova, lo que lo llevó a cantar también en ese idioma. Entre sus canciones más exitosas se encuentran temas como; «El derroche», «Palmar», «Brillo mio», «Optimista», «Chupetazos», «China chula», «Pasa el tiempo», «Adolescentes», «Bésame morenita», «Bolita de pan», «Amigo mujer», «Hedonista», etc. A lo largo de su trayectoria han colaborado con artistas como; Mon Laferte, Rosario Ortega, Siddhartha, Carlos Sadness, Leonel García, Juan Pablo Vega, Esteman, Silvana Estrada, David Aguilar, Bobby Pulido, Little Jesus, Melissa Robles de Matisse, Charles Ans, Chicano Batman y Technicolor Fabrics.

## Biografía y carrera artística

### 1986-2010: Inicios

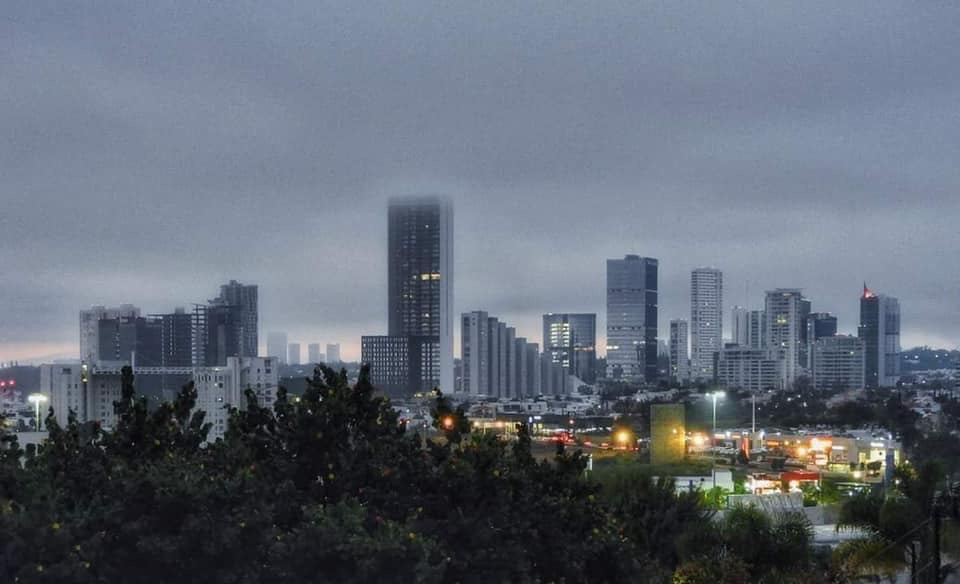
Guadalajara, ciudad donde se crio Caloncho.

Desde muy pequeño alternaba su residencia entre Guadalajara y Ciudad Obregón, dónde realizó actividades temporales por algunos años como tocar la batería, hasta que decidió experimentar con la melodía. De igual manera, tomó la guitarra que su abuelo le había obsequiado años atrás y aprendió varias canciones que le gustaban de artistas como Bob Marley, Sublime, entre otras de sus influencias.
Caloncho lleva el nombre de dos de sus abuelos, por lo cual su abuelo paterno lo hacía llamar así desde muy pequeño, y decidió llevarlo como nombre artístico. Oscar Alfonso realizó sus estudios de Preparatoria en la PrepaTec (Escuela Preparatoria del Tecnológico de Monterrey) y egresó de la Licenciatura en Relaciones Internacionales del Instituto Tecnológico y de Estudios Superiores de Monterrey, Campus Guadalajara.

### 2011-2014:HomeotermoyFruta
Grabó su primer demo llamado Homeotermo en el 2011, y posteriormente trabajó junto al cantante mexicano Siddhartha para que fuera su productor. Más tarde en 2013 estrenaría su primer EP que llevó por nombre Fruta y fue estrenado en septiembre de ese año. Esta producción es un trabajo que va desde sus orígenes, mezclando su estilo musical con ritmos e historias de folk nacional, playa, bosque y ciudad. Todo esto reseñando en cada uno de los temas distintas situaciones de su vida.
Fruta recibió una buena aceptación por parte del público, lo que lo llevó a una cosecha de premios y nominaciones, tales como cuatro nominaciones (disco pop, disco solista, canción del año y artista nuevo) en la séptima edición de los Indie-O Music Awards celebrada el 1 de abril del 2014 en la Ciudad de México. Ganó dos de ellas en las categorías de disco pop y disco solista. Y también fue nominado para la 15.ª entrega anual de los Premios Grammy Latinos al mejor álbum alternativo y mejor artista nuevo.

### 2015-2016:Fruta II
En 2015 lanzó su primer álbum de estudio Fruta II, una producción más trabajada y con ciertos arreglos. El disco incluye 10 temas de los cuales 5 fueron de estreno. Fue distribuido bajo el sello discográfico de Universal Music México. El álbum está inspirado en la playa, el calor, los bikinis, las mujeres, la fiesta y el hedonismo. El primer sencillo fue «El derroche», además de temas ya conocidos como «Palmar», pero en una nueva versión con la cantante chilena, Mon Laferte, con quién también emprendió la gira Mon La Fruta Tour el 30 de enero de 2016 en la Ciudad de México, y concluyó el 30 de septiembre, recorrieron ciudades de México, Chile y los Estados Unidos, logrando agotar las entradas en la mayoría de sus shows, llenando dos veces el Teatro Metropólitan y finalizando con una presentación con lleno total en el Auditorio Nacional de México.
Con relación a Fruta (Vol. II), Caloncho comentó; «estoy concluyendo con este tema, lo que hice en esta segunda entrega del Fruta es completarlo precisamente. El primer EP tiene cinco canciones pero había otras más de esa época que son las que estoy tocando hoy en día y que sentía que tenían que estar juntas en un mismo ente para concluir con este tema», de acuerdo a una entrevista con la revista Chilango. El álbum recibió generalmente críticas positivas por parte de los expertos, Alan Queipo de Mondo Sonoro le dio 8 puntos sobre 10.

### 2017-2018:Bálsamo

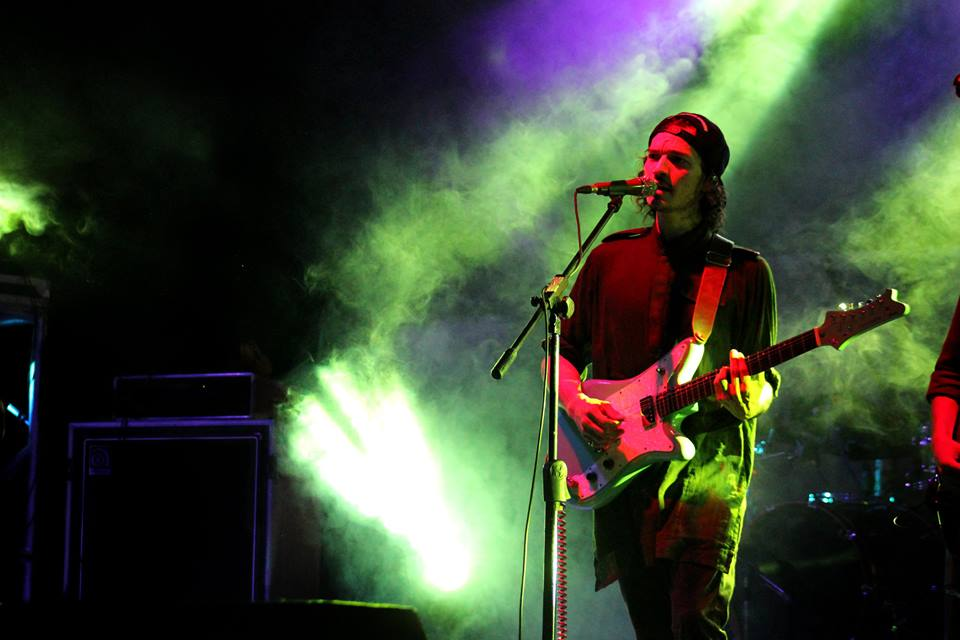
Caloncho en una presentación en vivo durante el Bálsamo Tour en 2018.

Bálsamo es el nombre del segundo álbum de estudio del cantante, fue presentado y publicado el 11 de agosto de 2017 y consta de 13 canciones en total. El disco fue producido por el colombiano Mateo Lewis y se caracteriza por ser un álbum trabajado con sintetizadores análogos y sonidos experimentales, influenciado en los estilos musicales de los años ochenta, especialmente de artistas como Michael Jackson y Stevie Wonder además del libro El arte de la compasión del dalái lama.
Después de haber realizado una gira junto a Mon Laferte en 2016, Caloncho emprendió en solitario una gira durante 2017 y 2018 para promocionar Bálsamo, visitó ciudades mexicanas como Tijuana, Puebla, Morelia, Ciudad Juárez, entre otras, además de tocar en su país, lo hizo por primera vez en las ciudades españolas de Madrid y Barcelona, ambas con entradas agotadas. Así mismo recorrió los Estados Unidos y países de América del Sur, como Ecuador, Perú y Colombia y Guatemala y El Salvador en Centroamérica.
Este álbum también fue bien recibido por el público y la crítica especializada, José Marr de la revista Me hace ruido le dio un 7.8 de 10, Marr dijo «No es una obra maestra, sin embargo, parece que llegará en el futuro por la facilidad con la que Caloncho puede armar conceptos y evolucionar sin perturbar su esencia».
Del disco se extrajeron sencillos como «Brillo mío», «Amigo mujer», «Hedonista», «Equipo» y «Optimista», este último fue comparado con la popular canción de Michael Jackson «The Way You Make Me Feel», debido a la similitud de la introducción. En una entrevista para la revista Signos Caloncho comentó «Es algo que quedó muy firme en el nuevo disco. Toda esa plenitud quedó registrada. Hay canciones muy contentas, como Optimista, que tiene ese discurso actual en donde estoy muy feliz de lo que me toca vivir».

### 2019-2020:PAy Vacación
En 2019, salió su segundo EP, que lleva por nombre PA, este incluye tres temas; «Bolita de pan», «Mamá morada» y «China chula». Dedicado a su hija menor, ya que fue escrito y producido luego de que entrara en la etapa de la paternidad. Las tres canciones fueron tocados por primera vez en vivo el 30 de mayo en el Teatro de la Ciudad Esperanza Iris. Contó con la producción de Juan Pablo Vega y los coros de Ximena Sariñana.
En 2019 se unió junto al también cantante y compositor David Aguilar para crear una agrupación llamada Vacación, el 26 de julio presentaron su primer sencillo «Nieve de arrayán», y el 25 de octubre lanzaron su álbum debut titulado Tiempo compartido, mismo que fue publicado en diferentes plataformas digitales, el disco consta de 11 canciones escritas por ellos mismos y cuenta con la participación de artistas como Adan Jodorowsky y Juan Wauters. Como Vacación se presentaron en festivales musicales como el Pal Norte en Monterrey, el Teatro Metropólitan y el Festival Catrina de Puebla. Para 2020 pretendían visitar países como España, Ecuador, Perú y El Salvador con el Tiempo compatido Tour, sin embargo el 16 de abril anunciaron a través de un comunicado en sus redes sociales que la gira sería pospuesta para 2021, esto como medida de prevención ante la pandemia de la COVID-19.

### 2020-2021:Malvadisco
El 16 de abril de 2020 lanzó «Malvado» el primero de una serie de sencillos promocionales de su tercer álbum de estudio Malvadisco, posteriormente publicaría «Epitafio» el 21 de mayo, el 28 de ese mismo mes salió a la luz «Adolescentes», la mayoría de estos sencillos fueron grabados en El Desierto un estudio ubicado al poniente de la Ciudad de México, producidos por Daniel Bitran, Mateo Lewis y JC Vertti y mezclados por Jack Lahana. El 8 de septiembre se estrenó «Luna completa», acompañado de un videoclip oficial publicado el mismo día. En 2021 colaboró con Zoé en su álbum Reversiones interpretando el tema «Corazón atómico».
La pandemia, el confinamiento y la llamada nueva normalidad transformaron la relación de las personas consigo mismas y afectaron su interacción con el entorno. Durante este período, muchas personas descubrieron facetas de sí mismas que previamente no conocían, lo que llevó a momentos de reflexión personal. Caloncho reflejó esta experiencia en su material discográfico, en el que plasmó emociones y cambios vividos durante este tiempo.
En Malvadisco exploró temáticas más introspectivas y nostálgicas en comparación con su trabajo anterior. Consta de 11 canciones, y abarcó una amplia gama de sentimientos, presentó instrumentación influenciada por los estilos de los años 60 y 70, incorporando elementos de indie-pop, indie-folk y música tropical, característicos de su estilo. Caloncho explicó que el proceso de creación del álbum lo llevó a descubrir que las canciones provenían de un lugar honesto y genuino, reflejando experiencias personales. También incluyó colaboraciones con Gabacho y David Aguilar en la canción «Shulaguapa», así como con Erlend Øye (de The Whitest Boy Alive y Kings of Convenience), quien produjo el tema «Bombones». Junto con el lanzamiento de Malvadisco, presentó el video oficial de «Magento», una canción sobre el distanciamiento de una persona amada.

### 2022-2023:Buen pez
Buen pez es el cuarto álbum de estudio de Caloncho, fue anunciado en su canal de YouTube el 15 de mayo de 2022 y salió a luz oficialmente el 1 de junio, distribuido por Universal Music México. El álbum se compone de 9 canciones originales. A lo largo del 2022, fueron lanzados varios sencillos, el primero de ellos fue «Naranjita sí carnal» el 1 de marzo de 2022, más tarde se publicó «Somos instantes» el 26 de abril del mismo año y por último se lanzó «Separarnos» el 31 de mayo de 2022 junto al cantante de tex-mex Bobby Pulido los tres sencillos se publicaron bajo el acompañamiento de un video musical.
En una entrevista para Milenio Televisión, Caloncho comentó: «Tras una etapa de aislamiento, soledad y solitud, buscar a más gente para colaborar fue como luz. El disco se llama Buen Pez y siento que es justo la antítesis entre soledad, temas pandémicos, colaboración y buena onda, pospandémico. También fue una búsqueda de aprender de mis amigos, de pedir ayuda cuando no podía concluir algo y ese sentido de comunidad es algo que me encanta, personalmente, y tal vez es algo que necesitamos colectivamente».
Cuenta con la participación de varios artistas, entre los que destacan Bobby Pulido, Little Jesus, Melissa Robles de Matisse, Carlos Colosio y Charles Ans. El álbum integra y explora nuevos géneros musicales entre los que se encuentran el calipso de Trinidad y Tobago, el tex-mex, la música regional mexicana o el synth pop. Las pistas fueron compuestas durante su estancia en la Riviera Nayarit, precisamente en San Pancho. Mediante su cuenta de Instagram, el cantante anunció el Buen pez Tour, dando a conocer que visitará ciudades de México y Estados Unidos en Norteamérica; El Salvador, Guatemala y Costa Rica en Centroamérica; Colombia en Sudamérica y España en Europa.

### 2024-presente:Tofu
Tofu presenta una serie de canciones que evocan una sensación de hogar. El primer tema, «Superdeli», es una bachata que invita a vivir en el presente. Por su parte, «Wacha checa» recuerda la importancia de detenerse y apreciar los pequeños momentos de la vida. También explora emociones más complejas; «De día bien» refleja experiencias dolorosas y la decisión de alejarse por amor propio, expresando la búsqueda de brillo personal. El álbum se acompañó del lanzamiento del videoclip para la canción «Vitamina D», que presenta un día lleno de actividades como café, baile y dibujo, en un ambiente soleado. La letra de la canción refleja un mensaje positivo de autoaceptación. Asimismo, la pista «Ánimo» invita a encontrar tranquilidad en la soledad, aprender de los errores y tener la esperanza de que los momentos difíciles pasarán. Tofu fue diseñado como una banda sonora para momentos de felicidad y reflexión en la vida cotidiana. La obra consta de diez canciones que celebran tanto la simplicidad como la profundidad de la existencia. El lanzamiento del álbum se acompaña de una serie de videoclips que incluyen referencias al epicureísmo, una filosofía que considera la búsqueda de la felicidad como el objetivo principal de la vida.

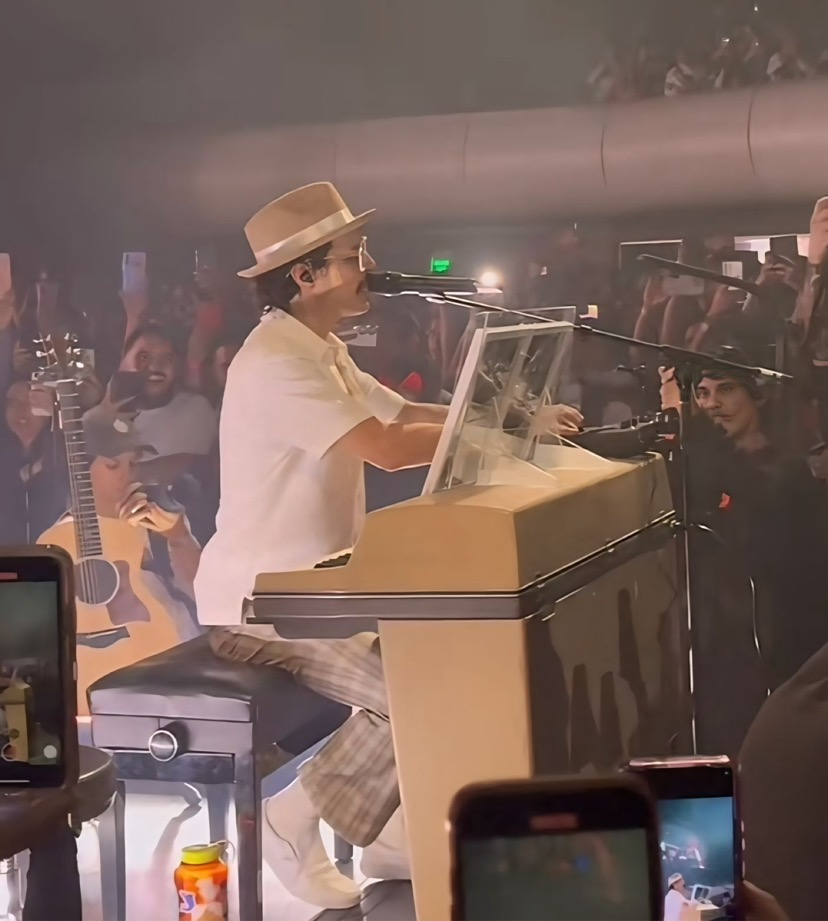
Caloncho en un concierto del Tour del Tofu, en el Auditorio Nacional de la Ciudad de México en 2024.

El 28 de septiembre, presentó Tofu, en un concierto en vivo en el Niceto Club de Buenos Aires, Argentina. Caloncho describió al álbum que lleva ese nombre por su significado, que se asocia con una alimentación basada en plantas y sin crueldad, lo que considera una posible dirección futura para la alimentación. El disco consta de algunas canciones que considera son muy personales, mientras que otras se inspiran en experiencias de personas cercanas al artista. El álbum fue coproducido y coescrito con su amigo Pepe Portilla.Caloncho expresó que su motivación para crear el álbum surgió de un impulso de autoconocimiento y exploración personal a través de la música. 
Durante el proceso de composición, analizó lo que su subconsciente intentaba comunicar, aunque no siempre planificó el tema de las canciones. La producción del álbum se llevó a cabo a lo largo de dos años en diversos lugares. Comenzó en una playa llamada San Carlos, donde se produjeron las primeras cuatro canciones, continuó en una montaña en Jalisco, y finalizó en San Pancho, Nayarit. Parte del álbum se grabó en El desierto un estudio en Ciudad de México. También indicó que fue la primera vez que estuvo tan involucrado en la producción, lo que facilitó el trabajo debido a ciertas restricciones conceptuales.Para lograr la personalidad del álbum, se inspiró en otros discos que le hacían sentir cómodo, creando un ambiente sonoro acogedor.
Uno de sus referentes fue el álbum Here comes the cowboy de Mac DeMarco, que se caracteriza por su estilo conceptual. Entre las canciones del álbum, Caloncho destacó «Wacha checa» como su favorita, la cual compuso en honor a su esposa, resaltando la belleza de la cotidianidad. También comentó sobre otras pistas, como «Noches negras», que evocaba nostalgia y se inspiraba en el folk mexicano; «Ánimo», que transmitía un mensaje de esperanza; y «Baila sin miedo», que abordaba la vulnerabilidad relacionada con el baile y la expresión personal. Recibió una nominación a los Grammy Latinos en la categoría de mejor álbum vocal pop, convirtiéndose en su cuarta nominación en dichos premios, anteriormente la recibió con; mejor nuevo artista y mejor álbum alternativo en 2014 y mejor álbum cantautor en 2022. El lanzamiento fue acompañado de una gira mundial, que incluyó paradas en lugares como Londres, Berlín, Argentina, Chile, Estados Unidos y México.

## Otros proyectos

### Optimista
En 2019, Caloncho y Cursi publicaron un libro ilustrado llamado Optimista. El nombre del libro hace referencia al título de la canción homónima de su segundo álbum, Bálsamo. Las imágenes estuvieron a cargo de Dayan Martín Camacho Rico «Cursi». La idea surgió después de una plática con sus compañeros de oficina y narra la historia de la canción. Fue presentado en la Casa ITESO Clavigero en Guadalajara, y en la Feria Internacional del Libro de Guadalajara.

## Activismo

### Desde los árboles

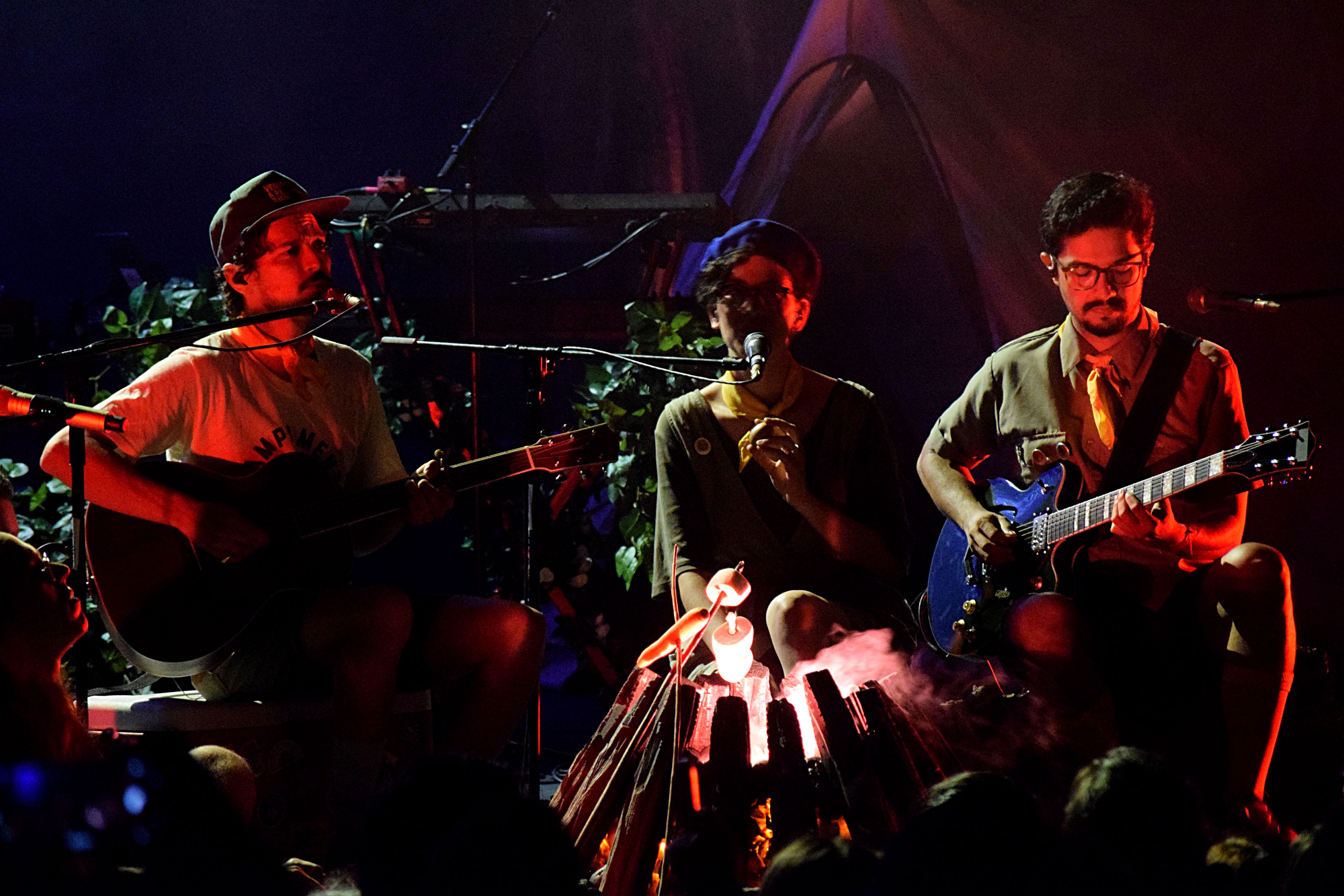
Caloncho en la presentación de Desde los árboles en el Teatro de la Ciudad Esperanza Iris en 2019.

Luego de los incendios forestales ocurridos en los estados de Oaxaca, Guerrero, Michoacán y Jalisco. El 29 de abril de 2019 se lanzó un álbum en vivo Desde los árboles, grabado en el estudio de música «El Desierto», en él se fomenta a la audiencia a valorar el medio ambiente. También inició en mayo en la Ciudad de México, una pequeña gira para dar a conocer su proyecto, y que concluyó el 15 de agosto en el Teatro Diana en Guadalajara.
Ese mismo año se alió con Reforestamos México, AC. con quienes inició una campaña para la reforestación del Bosque La Primavera, que se llevó a cabo el 10 de agosto. Al respecto Caloncho dijo; «El acuerdo con Reforestamos México surge justo en este momento en el que dedicamos algunos shows a favor de la naturaleza y queremos vincular a toda la audiencia con alguna actividad constructiva, y qué mejor que sea algo a favor de la vida» según una entrevista para Reforma.

### Día a día
Caloncho cuenta con un espacio comunitario llamado Día a día donde promueve e impulsa el cuidado y la sustentabilidad del medio ambiente. En el marco del Advertising Week LATAM, Discovery Networks en marzo de 2020, el cantante fue galardonado con el Premio Discovery Planet Lover/Do Green. Una de las principales causas de su comunidad es la conservación de la naturaleza y la reutilización de plásticos.

## Discografía
| - 2015: Fruta II - 2017: Bálsamo - 2021: Malvadisco - 2022: Buen pez - 2024: Tofu | - 2011: Homeotermo - 2013: Fruta - 2019: PA |

## Giras musicales

### Principales
- 2016: Mon La Fruta Tour (con Mon Laferte)[113]
- 2018: Bálsamo Tour[114]
- 2022: Buen pez Tour[97]
- 2024: Tour del Tofu[115]

## Videografía

### Videos musicales
| Año  | Canción                                | Otro(s) artista(s)         | Álbum             |
| ---- | -------------------------------------- | -------------------------- | ----------------- |
| 2014 | «Bésame morenita»                      | Ninguno                    | Sin álbum         |
| 2014 | «Pasa el tiempo»                       | Ninguno                    | Fruta             |
| 2015 | «El derroche»                          | Ninguno                    | Fruta II          |
| 2015 | «Palmar»                               | Mon Laferte                | Fruta II          |
| 2015 | «Chupetazos»                           | Ninguno                    | Fruta II          |
| 2016 | «Amor violento»                        | Ninguno                    | Sin álbum         |
| 2017 | «Optimista»                            | Ninguno                    | Bálsamo           |
| 2017 | «Equipo»                               | Ninguno                    | Bálsamo           |
| 2017 | «Brillo mio»                           | Ninguno                    | Bálsamo           |
| 2017 | «Hedonista»                            | Silvana Estrada            | Bálsamo           |
| 2018 | «Amigo mujer»                          | Ninguno                    | Bálsamo           |
| 2019 | «Fotosíntesis + Bienvenidos» (en vivo) | Ninguno                    | Desde los árboles |
| 2019 | «Palmar» (en vivo)                     | Ninguno                    | Desde los árboles |
| 2019 | «Brillo mío» (en vivo)                 | Ninguno                    | Desde los árboles |
| 2019 | «Bolita de pan» (en vivo)              | Ninguno                    | Desde los árboles |
| 2019 | «De quén chon»                         | Ninguno                    | Sin álbum         |
| 2019 | «Bolita de pan»                        | Ninguno                    | PA                |
| 2020 | «Adolescentes»                         | Ninguno                    | Malvadisco        |
| 2020 | «Luna completa»                        | Ninguno                    | Malvadisco        |
| 2021 | «Medio oriente»                        | Ninguno                    | Malvadisco        |
| 2021 | «Shulaguapa»                           | Gabacho David Aguilar      | Malvadisco        |
| 2021 | «Magento»                              | Ninguno                    | Malvadisco        |
| 2021 | «Bombones»                             | Ninguno                    | Malvadisco        |
| 2022 | «Naranjita sí carnal»                  | Ninguno                    | Buen pez          |
| 2022 | «Somos instantes»                      | Ninguno                    | Buen pez          |
| 2022 | «Separarnos»                           | Bobby Pulido               | Buen pez          |
| 2022 | «Como éramos antes»                    | Melissa Robles             | Buen pez          |
| 2022 | «Naranja a morado»                     | Carlos Colosio Charles Ans | Buen pez          |
| 2022 | «Bien del puerco»                      | Sabino                     | Buen pez (Deluz)  |
| 2022 | «Post química»                         | Ninguno                    | Buen pez (Deluz)  |
| 2022 | «Regalo»                               | Bomba Estéreo              | Buen pez (Deluz)  |
| 2023 | «Viaje redondo»                        | Little Jesus               | Buen pez          |
| 2023 | «Medusa»                               | Cuco                       | Sin álbum         |

## Premios y nominaciones

### Galardones
| Año  | Entrega             | Categoría          | Nominación | Resultado | Ref.    |
| ---- | ------------------- | ------------------ | ---------- | --------- | ------- |
| 2014 | Premios IMAS        | Disco pop          | Fruta      | Ganador   | [ 48 ]  |
| 2014 | Premios IMAS        | Disco solista      | Fruta      | Ganador   | [ 49 ]  |
| 2015 | Lunas del auditorio | Artista revelación | Caloncho   | Ganador   | [ 116 ] |

### Nominaciones
| Año  | Entrega       | Categoría               | Nominación | Resultado | Ref.    |
| ---- | ------------- | ----------------------- | ---------- | --------- | ------- |
| 2014 | Premios IMAS  | Canción del año         | «Palmar»   | Nominado  | [ 117 ] |
| 2014 | Premios IMAS  | Artista nuevo           | Caloncho   | Nominado  | [ 118 ] |
| 2014 | Grammy Latino | Mejor álbum alternativo | Fruta      | Nominado  | [ 50 ]  |
| 2014 | Grammy Latino | Mejor nuevo artista     | Caloncho   | Nominado  | [ 119 ] |
| 2022 | Grammy Latino | Mejor álbum cantautor   | Malvadisco | Nominado  | [ 120 ] |
| 2024 | Grammy Latino | Mejor álbum vocal pop   | Tofu       | Nominado  | [ 104 ] |